# Pervis Estupiñán
Pervis Josué Estupiñán Tenorio (Esmeraldas, 1998. január 21. –) ecuadori válogatott labdarúgó, az olasz AC Milan hátvédje.

## Pályafutása

### Klubcsapatokban
Estupiñán az ecuadori Esmeraldas városában született. Az ifjúsági pályafutását az LDU Quito akadémiájánál kezdte.
2015-ben mutatkozott be az LDU Quito felnőtt keretében. 2016-ban az olasz Udinese szerződtette. A 2016–17-es szezonban a spanyol Granadánál szerepelt kölcsönben. 2017-ben az angol Watfordhoz igazolt. 2017 és 2020 között a spanyol Almería, Mallorca és Osasuna csapatát erősítette kölcsönben. 2020-ban a Villarrealhoz csatlakozott. 2022. augusztus 16-án ötéves szerződést kötött az angol első osztályban szereplő Brighton & Hove Albion együttesével. Először a 2022. augusztus 21-ei, West Ham United ellen 2–0-ra megnyert mérkőzés 63. percében, Adam Lallana cseréjeként lépett pályára. Első gólját 2023. május 14-én, az Arsenal ellen idegenben 3–0-ás győzelemmel zárult találkozón szerezte meg.
2025. július 24-én az AC Milan bejelentette leszerződtetésést. Később bejelentették, hogy Davide Calabria távozása után ő fogja viselni a kettes mezszámot.

### A válogatottban
Estupiñán az U17-es és az U20-as korosztályú válogatottakban is képviselte Ecuadort.
2019-ben debütált a felnőtt válogatottban. Először a 2019. október 13-ai, Argentína ellen 6–1-re elvesztett mérkőzésen lépett pályára. Első gólját 2020. november 17-én, Kolumbia ellen 6–1-es győzelemmel zárult találkozón szerezte meg.

## Statisztikák
2023. május 28. szerint
| Klub                   | Szezon   | Osztály          | Bajnokság | Bajnokság | Kupa  | Kupa | Nemzetközi | Nemzetközi | Összesen | Összesen |
| Klub                   | Szezon   | Osztály          | Meccs     | Gól       | Meccs | Gól  | Meccs      | Gól        | Meccs    | Gól      |
| ---------------------- | -------- | ---------------- | --------- | --------- | ----- | ---- | ---------- | ---------- | -------- | -------- |
| Granada (kölcsönben)   | 2016–17  | La Liga          | 2         | 0         | 0     | 0    | —          | —          | 2        | 0        |
| Almería (kölcsönben)   | 2017–18  | Segunda División | 26        | 0         | 1     | 0    | —          | —          | 27       | 0        |
| Mallorca (kölcsönben)  | 2018–19  | Segunda División | 23        | 3         | 3     | 0    | —          | —          | 25       | 3        |
| Osasuna (kölcsönben)   | 2019–20  | La Liga          | 36        | 1         | 3     | 0    | —          | —          | 39       | 1        |
| Villarreal             | 2020–21  | La Liga          | 25        | 0         | 4     | 0    | 4          | 0          | 33       | 0        |
| Villarreal             | 2021–22  | La Liga          | 28        | 0         | 2     | 0    | 11         | 0          | 41       | 0        |
| Villarreal             | Összesen | Összesen         | 53        | 0         | 6     | 0    | 15         | 0          | 74       | 0        |
| Brighton & Hove Albion | 2022–23  | Premier League   | 35        | 1         | 6     | 0    | —          | —          | 41       | 1        |
| Összesen               | Összesen | Összesen         | 175       | 5         | 19    | 0    | 15         | 0          | 209      | 5        |

### A válogatottban
| Válogatott | Év       | Pályára lépés | Gól |
| ---------- | -------- | ------------- | --- |
| Ecuador    | 2019     | 1             | 0   |
| Ecuador    | 2020     | 4             | 1   |
| Ecuador    | 2021     | 14            | 1   |
| Ecuador    | 2022     | 12            | 1   |
| Ecuador    | 2023     | 3             | 1   |
| Összesen   | Összesen | 34            | 4   |

#### Góljai a válogatottban
| # | Időpont            | Helyszín                                            | Ellenfél   | Gólok | Eredmény | Kiírás               |
| - | ------------------ | --------------------------------------------------- | ---------- | ----- | -------- | -------------------- |
| 1 | 2020. november 17. | Estadio Rodrigo Paz Delgado, Quito, Ecuador         | Kolumbia   | 6–1   | 6–1      | 2022-es VB-selejtező |
| 2 | 2021. november 16. | Estadio San Carlos de Apoquindo, Santiago, Chile    | Chile      | 1–0   | 2–0      | 2022-es VB-selejtező |
| 3 | 2022. június 2.    | Red Bull Arena, Harrison, Amerikai Egyesült Államok | Nigéria    | 1–0   | 1–0      | Barátságos mérkőzés  |
| 4 | 2023. március 28.  | Marvel Stadion, Melbourne, Ausztrália               | Ausztrália | 1–1   | 2–1      | Barátságos mérkőzés  |

## Sikerei, díjai
Villarreal
- Európa-liga
  - Győztes (1): 2020–21

- UEFA-szuperkupa
  - Döntős (1): 2021